# Rinnenbach (Wöhrbach)
Der Rinnenbach ist ein linker Zufluss zum Wöhrbach in Oberbayern.
Er entsteht bei der Kirche St. Georg am Weiler Weich der Gemeinde Ohlstadt im bayerischen Landkreis Garmisch-Partenkirchen, fließt dann weitgehend nordwärts, durchfließt den Haarsee, bevor er von links wenig vor der Gemeindegrenze zu Markt Murnau am Staffelsee von rechts im Niedermoos in den Wöhrbach mündet.